# OpenOffice Writer
OpenOffice Writer — текстовий процесор і візуальний редактор HTML, входить до складу OpenOffice.org і є вільним програмним забезпеченням (випускається під ліцензією LGPL).
Writer схожий на Microsoft Word і функціональності цих редакторів приблизно однакова. Writer також має деякі можливості, яких немає у Word, наприклад:
- збереження документів у формат PDF (така можливість була реалізована в MS Office 2007 у вигляді плагіна, який не входить в стандартне постачання і який необхідно встановлювати окремо);
- арифметичні розрахунки і інші формули в таблицях;
- можливість створення складених документів;
- можливість захисту окремих частин документів (розділів) і окремих осередків таблиць від змін;
- підтримка стилів сторінок.

Writer дозволяє зберігати та відкривати документи в різних форматах, включаючи Microsoft Word, RTF, XHTML і OASIS Open Document Format, який є форматом, використовуваним за умовчанням починаючи з версії OpenOffice.org 2.0, а також у форматах попередніх версій Writer (включаючи і версію SO Writer 5.2). Writer також дозволяє виконувати експорт у форматі вікітексту.
Окрім того він дозволяє імпортувати документи Corel WordPerfect (WDP), 602 Document (.602, підтримка формату 602 Document з'явилася у версії 2.2.1), WPS Word (WPS), файлів деяких форматів мобільних текстових процесорів на платформах PocketPC і Palm і деяких інших.
Список підтримуваних форматів і якість експорту/імпорту постійно поліпшується.
Як і всі застосунки, що входять до складу OpenOffice.org, Writer може бути запущений на безлічі різних операційних систем, включаючи GNU/Linux, Mac OS X, FreeBSD і Microsoft Windows. Крім того, існує спеціальна версія OpenOffice.org Writer Portable (частина OpenOffice.org Portable) яку можна використовувати без установки, що дозволяє запускати його, наприклад, з флеш-диска.
OpenOffice.org Writer також має плагін для роботи з бібліографічним менеджером Zotero, що є додатком Firefox.

## Критика
- На відміну від таких редакторів, як Microsoft Word і Abiword, у Writer немає перевірки граматики, хоч і наявна перевірка орфографії.
- Можливість роботи з електронною поштою, яка була повністю переписана у версії 2.0, все ще менш стабільна і менш розширювана в порівнянні з іншими текстовими процесорами.
- Час «холодного запуску» Writer вищий, ніж в інших текстових процесорах. Часто стверджується, що продуктивність Writer нижча, ніж у Word, але різні тести показують, що швидкість їх роботи приблизно однакова[2].

## Виноски
1. ↑  Apache OpenOffice Writer (англ.) . Сайт Apache OpenOffice™. Архів оригіналу за 26 червня 2013. Процитовано 1 лютого 2013.{{cite web}}:  Обслуговування CS1: Сторінки з посиланнями на джерела із зайвою пунктуацією (посилання)
2. ↑  Плотников В. В. Анализ производительности OpenOffice.org и MS Office. Архів оригіналу за 17 березня 2007. Процитовано 29 квітня 2008. [Архівовано 2007-03-17 у Wayback Machine.]